# The Atomic Café
The Atomic Café (engl.: ‚das atomare Café‘) ist ein im Jahr 1982 in den Vereinigten Staaten vom Regisseurteam Jayne Loader sowie Kevin und Pierce Rafferty verfasster Dokumentarfilm über die öffentliche Wahrnehmung und staatliche Darstellung der Atombombe in den USA der 1940er und 1950er Jahre.

## Handlung
Der Film ist eine Collage von verschiedenstem Filmmaterial aus Bildungs-, Werbe- und Propagandafilmen sowie Nachrichtensendungen der eineinhalb Jahrzehnte nach dem ersten Abwurf über Hiroshima. Atombombenversuche und -programme, der Trinity-Test und das Bikini-Atoll kommen ebenso zur Sprache wie Interviews mit Beobachtern und Versuchsteilnehmern verschiedener Atombombentests, die etwa die ästhetische Schönheit des Atompilzes beschreiben. Die Verluste, die Soldaten während solcher Tests oder die Bevölkerung von Südsee-Staaten etwa infolge von Änderungen der Windrichtungen erlitten, werden banalisiert und trivialisiert. Es geht um Anleitungen zum Selbstbau eines Atombunkers, um Schutzmaßnahmen und Notfallübungen. So werden zum Beispiel Ausschnitte aus dem Lehrfilm Duck and Cover gezeigt, in denen empfohlen wird, sich zum Schutz vor einem Atomblitz unter dem Tisch zu verkriechen oder die Zeitung vor die Augen zu halten.
Der Kalte Krieg und die Ausrüstung der Sowjetunion mit der Atombombe führten zur Entwicklung der Wasserstoffbombe. Im Zusammenhang mit dem Koreakrieg wurde konkret in den Medien, der Politik und der Bevölkerung darüber diskutiert, ob eine Atombombe eingesetzt werden sollte.
Dagegen wurde das Thema immer wieder popularisiert. Es entstanden diverse Popsongs, Cocktails (Atomic Cocktails) und Cafés, die sich hierauf bezogen.

## Gezeigte Personen
Folgende Personen werden in Ausschnitten von Reden, Interviews und Nachrichtenberichten gezeigt: Lloyd Bentsen, William H. P. Blandy, Owen Brewster, Frank Gallop, Lyndon Johnson, Maurice Joyce,
Nikita Chruschtschow, Brien McMahon, Seymour Melman, George Molan, Richard Nixon, Val Peterson, George Portell, George Putnam, Ronald Reagan, Ethel Rosenberg, Julius Rosenberg, Mario Salvadori, Lewis Strauss, Paul Tibbets, Harry S. Truman, James E. Van Zandt.

## Wirkung
Seine kritische Wirkung erreicht der Film durch die Montage von unterschiedlichen Filmausschnitten, durch welche die geschickte bis verantwortungslose Verharmlosung der Atomproblematik aufgedeckt und die aus heutiger Sicht naiv wirkende Beschreibung der von ionisierender Strahlung ausgehenden Gefahren herausgestellt wird. Daneben wird auch die in weiten Teilen der nordamerikanischen Bevölkerung vorherrschende euphorische Atombegeisterung gezeigt, wegen der eine kritische öffentliche Diskussion der schwerwiegenden Risiken nicht stattfand.
Daneben ist die große Aufmerksamkeit von The Atomic Café durch den Erscheinungszeitpunkt im Jahr 1982 erklärbar, da er mitten in die Diskussion um die im Rahmen des NATO-Doppelbeschlusses geplante Aufrüstung in Westeuropa mit amerikanischen Mittelstreckenraketen fiel.

## Auszeichnungen
- 1983 BSFC Award für den besten Dokumentarfilm

## Sonstiges
Nach dem Film wurde der Club "The Atomic Café" (1997–2014) in München benannt, der im Stil des Googie gestaltet wurde.